# Oscar Lomberg
Frans Gustaf Oscar Lomberg, född 21 december 1861 i Gävle, död 29 augusti 1911, var en svensk operasångare (baryton) och sångpedagog.

## Biografi
Lomberg började sin yrkesbana med tjänstgöring på apotek i fyra år, men övertalade sin far att få börja ta sånglektioner hos Fritz Arlberg i Stockholm.
Redan på 1880-talet begav han sig på turnéer och studerade sång även utomlands, bland annat för Enrico Delle Sedie i Italien. Han debuterade 1889 vid Stockholmsoperan som Don Carlo i Giuseppe Verdis opera Ernani. Fram till 1893 var han engagerad där och vid Stora teatern i Göteborg. Under åren 1897–1903 turnerade han med sitt eget sällskap i Sverige och Norge med den ditintills utanför Stockholm förnämsta lyriska teatern.
Han fortsatte Arlbergs sångpedagogiska verksamhet och vidareutvecklade dennes metod, och var under sina sista år mest verksam som sånglärare. Lomberg avled efter ett slaganfall 1911.  